# DEx16

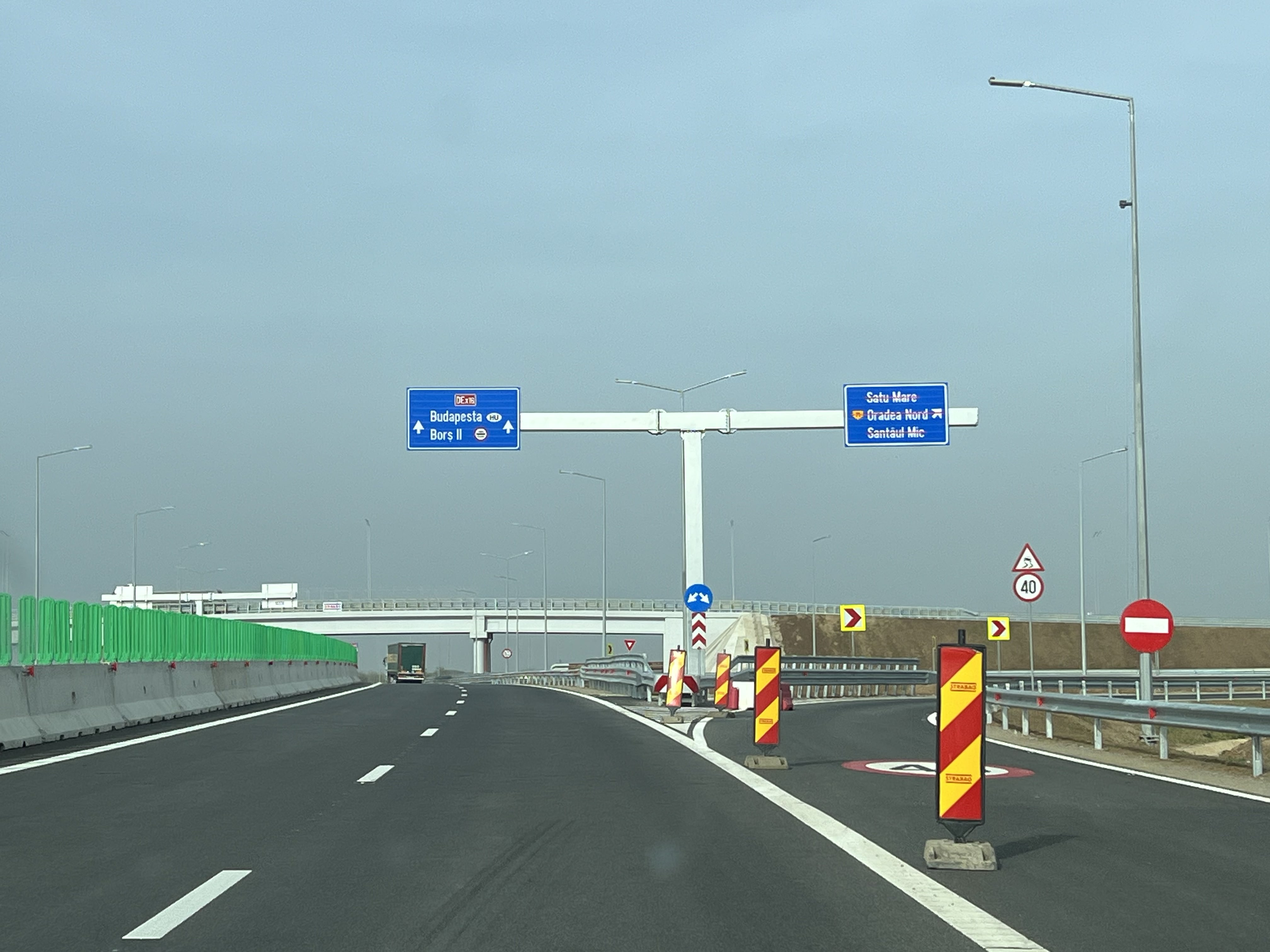

De DEx16 (Drumul Expres 16) is een expresweg in Roemenië, die Oradea verbindt met de A3. De totale lengte van de expresweg is 19 kilometer. Deze expresweg werd aangelegd in 2023 en 2024 en werd geopend op 28 maart 2024.